# Feuchtgebiet Utlandshörn
Das Feuchtgebiet Utlandshörn ist ein geschütztes, flächenhaftes Naturdenkmal auf dem Gebiet der Stadt Norden im niedersächsischen Landkreis Aurich in Ostfriesland. Es trägt die Nummer ND AUR 00124.

## Beschreibung des Gebietes
Das am 16. März 1990 ausgewiesene flächenhafte Naturdenkmal liegt inmitten von landwirtschaftlichen Nutzflächen nördlich der Deichstraße in Utlandshörn, einem Ortsteil von Norden. Das Feuchtgebiet ist künstlichen Ursprungs und entstand durch den Abbau von Klei zur Abdeckung des unmittelbar angrenzenden Seedeiches. Es wurde anschließend nach Naturschutzgesichtspunkten hergerichtet. Heute besteht es aus Flachwasserzonen und Landzungen. Die Wassertiefe beträgt maximal 1 m. Im Uferbereich ist das Gewässer mit dichten Röhrichtbeständen bewachsen.
Es besteht aus zwei voneinander getrennten Wasserflächen mit Schilf- und Seggenzonen sowie einer angrenzenden Feuchtwiese. Der Landkreis stellte das Gebiet wegen seiner Bedeutung als Rast- und Nahrungsbiotop vor allem für See- und Watvögel sowie als Brutrevier für heimische Vogelarten und seinem Bezug zur Landschaftsgeschichte (Kleipütten in Deichnähe) unter Schutz.
Als besondere Gefahren für das Gewässer sieht der Landkreis die Verlandung der offenen Wasserfläche sowie die Eutrophierung durch Nährstoffe aus den angrenzenden landwirtschaftlichen Nutzflächen. Um dem entgegenzuwirken, sollen die angrenzenden landwirtschaftlichen Nutzflächen den Randstreifen am Feuchtgebiet extensiv nutzen. Durch Schilfschnitt und weitere Maßnahmen soll der Verlandung entgegengewirkt werden.